# Vodikove spektralne linije
Vodikove spektralne linije dijele emisioni spektar atoma vodika u spektralne serije, čije se valne duljine mogu izračunati iz Rydbergove formule. Te spektralne linije se stvaraju jer se elektroni kreću između energetskih razina u atomu. One su važne u astronomiji za otkrivanje prisutnosti vodika u svemirskim objektima i za proračun crvenog pomaka, da bi se izračunala brzina udaljavanja ili približavanja izvora zračenja.

## Fizika
Spektralne linije vodika odgovaraju pojedinim skokovima elektrona između energetskih razina. Najjednostavniji model vodikova atoma je opisan s Bohrovim modelom atoma. Kada elektron skoči s više energetske razine na nižu energetsku razinu, emitira se foton s odgovarajućom valnom duljinom.
Spektralne linije su grupirane u serije prema broju n’ iz Rydbergove formule. Linije imaju naziv po slijedu počevši od najveće valne duljine (najniže frekvencije), koristeći grčka slova za svaku seriju. Na primjer, skok elektrona iz energetskih razina 2 → 1 se naziva “Lyman-alfa” (Ly-α), dok skok 7 → 3 se naziva “Paschen-delta” (Pa-δ). Neke spektralne linije se nalaze izvan tih serija, kao što je vodikova crta 21 cm, koja se odnosi na vrlo rijetke atomske događaje. Mnoge od njih su vrlo slabe i mogu se vidjeti samo u labaratoriju. Linije koje su izvan vidljivog dijela spektra često se ne mogu vidjeti u Sunčevom spektru, jer Zemljina atmosfera apsorbira veći dio infracrvenog i ultraljubičastog zračenja.

### Rydbergova formula
Razlike u energetskim razinama u Bohrovom modelu atoma, a time i valne duljine emitiranih ili apsorbiranih fotona, se mogu matematički opisati s Rydbergovom formulom::
{\displaystyle {1 \over \lambda }=R\left({1 \over (n^{\prime })^{2}}-{1 \over n^{2}}\right)\qquad \left(R=1.097373\times 10^{7}\ \mathrm {m} ^{-1}\right)}
gdje je: n – početna energetska razina, n’ – konačna energetska razina, a R - Rydbergova konstanta.

## Serije

### Lymanova serija (n = 1)
| {\displaystyle n}       | λ (nm) |
| ----------------------- | ------ |
| 2                       | 122    |
| 3                       | 103    |
| 4                       | 97,2   |
| 5                       | 94,9   |
| 6                       | 93,7   |
| {\displaystyle \infty } | 91.1   |

Lymanova serija je nazvana prema Theodoru Lymanu, koji je otkrio te spektralne linije od 1906. do 1914. Lymanova serija se nalazi u ultraljubičastom području spektra.

### Balmerova serija (n = 2)
| {\displaystyle n}       | λ (nm) |
| ----------------------- | ------ |
| 3                       | 656    |
| 4                       | 486    |
| 5                       | 434    |
| 6                       | 410    |
| 7                       | 397    |
| {\displaystyle \infty } | 365    |

Balmerova serija je nazvana prema Johannu Balmeru, koji je otkrio Balmerovu formula, empirijsku jednadžbu koja je predvidjela Balmerovu seriju 1885. Povijesno, Balmerove linije su se zvale “H-alfa”, “H-beta”, “H-gama”, gdje je H označavao vodik. Četiri Balmerove linije se nalaze u vidljivom dijelu spektra, s valnom duljinom većom od 400 nm. Dio Balmerove serije se može vidjeti u Sunčevom spektru. Ba-α ili “H-alfa” je vrlo važna linija koja se koristi u astronomiji za otkrivanje prisutnosti vodika.

### Paschenova serija (n = 3)
| {\displaystyle n}       | λ (nm) |
| ----------------------- | ------ |
| 4                       | 1870   |
| 5                       | 1280   |
| 6                       | 1090   |
| 7                       | 1000   |
| 8                       | 954    |
| {\displaystyle \infty } | 820    |

Paschenova serija je nazvana prema Friedrichu Paschenu, koji ih je prvi otkrio 1908. Paschenove linije leže u infracrvenom dijelu spektra.

### Brackettova serija (n = 4)
| {\displaystyle n}       | λ (nm) |
| ----------------------- | ------ |
| 5                       | 4050   |
| 6                       | 2630   |
| 7                       | 2170   |
| 8                       | 1940   |
| 9                       | 1820   |
| {\displaystyle \infty } | 1460   |

Brackettova serija je nazvana prema Fredericku Sumneru Brackettu, koji ih je prvi primijetio 1922.

### Pfundova serija (n = 5)
| {\displaystyle n}       | λ (nm) |
| ----------------------- | ------ |
| 6                       | 7460   |
| 7                       | 4650   |
| 8                       | 3740   |
| 9                       | 3300   |
| 10                      | 3040   |
| {\displaystyle \infty } | 2280   |

Pfundovu seriju je otkrio pokusom August Herman Pfund 1924.

### Humphreysova serija (n = 6)
| {\displaystyle n}       | λ (nm) |
| ----------------------- | ------ |
| 7                       | 12400  |
| 8                       | 7500   |
| 9                       | 5910   |
| 10                      | 5130   |
| 11                      | 4670   |
| {\displaystyle \infty } | 3280   |

Humphreysovu seriju je otkrio Curtis J. Humphreys.

### Više serije (n > 6)
Više serije nisu imenovane, ali slijede točno isti slijed po Rydbergovoj formuli. Te linije se vrlo slabo vide i vezane su uz vrlo rijetke atomske događaje.

## Proširenje na ostale sisteme
Sličan sistem kao Rydbergova formula se može primijeniti i na ostale atome, ali samo s jednim elektronom koji kruži oko jezgre, na primjer He+. Jednadžba se mora izmijeniti na osnovu Bohrovog radijusa, sličnih karakteristika, ali drugih energetskih razina. 
Ostali atomi koji imaju dva ili više elektrona u neutralnom obliku, čine ovaj način analize vrlo kompliciranim i nepraktičnim. Stvaranje Rydbergove formule je vrlo velik korak u fizici, ali je trebalo dosta vremena da se proširi na ostale elemente osim vodika.